# Claudio Pizarro
Claudio Miguel Pizarro Bosio (sinh ngày 3 tháng 10 năm 1978 ở Callao, Peru) là một cựu tiền đạo người Peru hiện đã giải nghệ. Anh từng chơi cho đội tuyển Peru, có 85 lần ra sân và ghi được 20 bàn thắng.

## Sự nghiệp câu lạc bộ

### Deportivo Pesquero
Pizarro khởi đầu sự nghiệp cùng Deportivo Pesquero, một đội bóng thị trấn nhỏ ở phía bắc Peru ở tuổi 17. Anh nhận được sự chú ý từ các tuyển trạch viên của Cantolao, một đội bóng lớn hơn, và được mời tập luyện cùng đội bóng. Tuy nhiên, anh không ký hợp đồng cùng Cantolao. Thay vào đó, năm 22 tuổi, Pizarro được bán cho đội bóng ở giải đấu cao nhất Peru là Alianza Lima, nơi anh có trận đấu đầu tiên ở giải đấu cao nhất.

### Alianza Lima
Pizarro ghi 25 bàn trong 2 mùa giải cho Alianza Lima và là thành viên của Alianza về đích ở vị trí thứ 2 vào năm 1999. Không lâu sau khi Alianza đạt được vị trí thứ 2, Pizarro được bán cho đội bóng thuộc Bundesliga Werder Bremen. Cuối năm đó, anh có trận ra mắt trong màu áo đội tuyển Peru.

### Werder Bremen
29 bàn thắng trong hơn 2 năm cùng Werder Bremen khiến anh trở thành một ngôi sao đang nổi của bóng đá Peru và được nhiều đội bóng ở châu Âu quan tâm. Sau mùa giải 2000-01, Werder cho biết họ không có khả năng giữ chân Pizarro chuyển đến một đội bóng lớn hơn. Giới truyền thông cho biết Real Madrid và FC Barcelona của Tây Ban Nha, Inter Milan của Ý và đối thủ kình địch của Werder ở Bundesliga là Borussia Dortmund đều đang chạy đua để có được chữ ký của Pizarro. Vụ chuyển nhượng đáng chú ý nhất của bóng đá Peru thu hút được sự chú ý từ toàn đất nước. Sau khi từ chối chuyển tới Tây Ban Nha, Pizarro kết thúc những lời đồn thổi bằng việc ký hợp đồng với Bayern Munich vào ngày 7 tháng 6 năm 2001.

### Bayern Munich

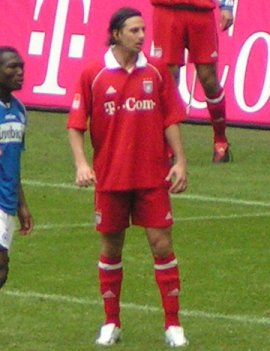
Pizarro ở Bayern.

Pizarro là cầu thủ chủ chốt trong cú ăn đôi của Bayern ở Bundesliga và Cúp quốc gia vào năm 2003.
"Cỗ máy dội bom" hoặc đôi khi được gọi là "Thánh Inca" bởi giới truyền thông, có sự khởi đầu thành công cùng Bayern Munich khi khi bàn đầu tiên cho đội bóng xứ Bavaria ở phút thứ tư trong trận gặp Schalke 04 (trận đấu thứ hai ở Bundesliga 2001-02).
Hợp đồng của Pizarro cùng nhà vô địch Đức hết hạn vào cuối mùa giải 2006-07 và hợp đồng không được ký tiếp, và Sevilla, Benfica và Rangers đều đã sẵn sàng để có được chữ ký của anh. Pizarro sau đó còn từ chối chủ tịch Bayern Franz Beckenbauer về việc gia hạn hợp đồng, có nhu cầu được tăng lương và còn trích dẫn một câu nói của Karl-Heinz Rummenigge "Tất những ai muốn có được thu nhập cao như Shevchenko đều nên bắt đầu chơi như Shevchenko."
Vào ngày 20 tháng 7 năm 2007, Bayern Munich cho biết Pizarro có thể sẽ rời đội bóng.

### Chelsea

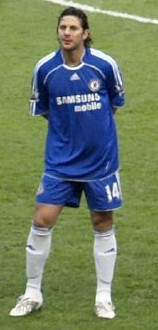
Pizarro ở Chelsea

Vào ngày 1 tháng 7 năm 2007, Chelsea chính thức cho biết và đã xác nhận rằng anh đã vượt qua buổi kiểm tra y tế và sẵn sàng ký vào bản hợp đồng để gia nhập đội bóng theo dạng chuyển nhượng tự do. Bản hợp đồng của anh sẽ có thời hạn 5 năm cùng mức lương 5,1 triệu đô la một năm. Anh là cầu thủ Peru đầu tiên gia nhập Chelsea. Pizarro cũng cho biết quyết định của anh được tư vấn bởi nhiều cầu thủ như đồng đội ở đội tuyển quốc gia Nolberto Solano, người chơi ở Anh cho Newcastle United, Aston Villa và West Ham United, cũng như cầu thủ của Manchester United Owen Hargreaves (người vào thời điểm đó đang chơi cho Bayern Munich). Pizarro có hộ chiếu Ý (mẹ anh là người Ý), do vậy anh không cần phải xin giấy phép lao động để chơi cho Chelsea.
Pizarro đeo áo số 14, cùng số áo với số mà anh đeo ở đội tuyển Peru, và số áo cũ của anh ở Bayern Munich. Anh thay thế Geremi, lúc đó đã chuyển sang Newcastle United, để thừa kế chiếc áo số 14 ở Chelsea. Sự nghiệp của anh ở Chelsea đã xuống dốc mặc dù anh có một khởi đầu tốt, ghi 1 bàn trong trận mở màn mùa giải Premier League 07-08. Tuy nhiên, sau sự ra đi của José Mourinho và việc ký hợp đồng với tiền đạo người Pháp Nicolas Anelka, Pizarro đã không còn được trọng dụng dưới thời Avram Grant. Pizarro là một nhân tố quan trọng trong đội hình của Chelsea ở trận đấu vòng 4 cúp FA, với việc kiến tạo 1 bàn thắng để đánh bại Queens Park Rangers. Anh sau đó chỉ ghi thêm đúng một bàn trong trận gặp Birmingham.

### Đem cho Werder Bremen mượn
Vào ngày 15 tháng 8 năm 2008, anh được cho Werder Bremen mượn tới hết mùa. Ngay sau khi có tin Pizarro có thể sẽ gia nhập đội bóng, một số lượng lớn fan của Werder Bremen đã đổ xô đi mua áo mới của Pizarro để cho thấy rằng Pizarro vẫn luôn trong thâm tâm người hâm mộ Bremen, 7 năm sau ngày anh ra đi. Anh được đeo áo số 24 và trở thành một nhân tố vô cùng quan trọng trong đội bóng, ghi rất nhiều bàn thắng.
Tầm ảnh hưởng của Pizarro được kiểm chứng rõ trong trận đấu ở cúp UEFA, ghi bàn và loại những đội bóng như AC Milan và đối thủ kình địch Hamburg SV, và nhiều đội bóng khác nữa. Tuy nhiên việc thiếu vắng nhạc trưởng Diego ở trận chung kết gặp Shakhtar Donetsk, Pizarro đã không thể cứu cả đội khỏi trận thua 2-1 sau thời gian hiệp phụ.

### Trở về Werder Bremen
Vào ngày 18 tháng 8 năm 2009, Pizarro gia nhập Werder Bremen với mức giá không được tiết lộ sau khi gây ấn tượng với Bremen ở mùa giải trước đó, ghi 17 bàn trong 26 lần ra sân.

## Thi đấu quốc tế

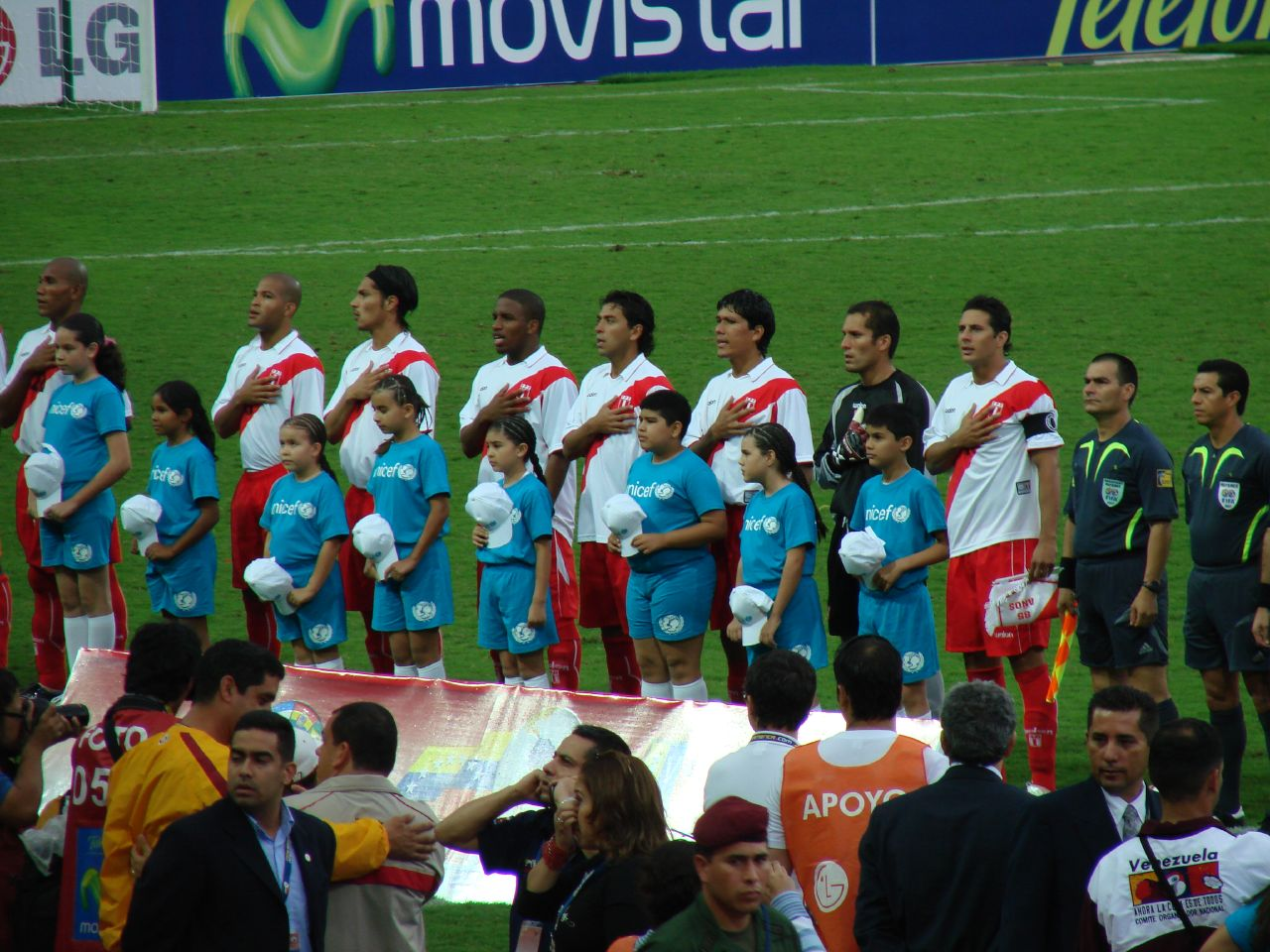
Claudio Pizarro là đội trưởng đội tuyển Peru ở Copa America 2007

Claudio Pizarro đã trở thành một cầu thủ chủ chốt của đội tuyển Peru từ năm 1999, thay thế cho Nolberto Solano. Ở Copa America 2004 khi chơi cho đội tuyển Peru anh bị dính chấn thương nặng trong trận thắng 3-1 trước Venezuela khiến anh phải chia tay Copa America và phải trở về Đức để phẫu thuật. Anh đã phải ngồi ngoài 3 tháng sau chấn thương.
Pizarro chơi cho Peru ở Copa America 2007, ghi 2 bàn trong trận gặp Bolivia. Anh cho biết không có hiềm khích gì đối với huấn luyện viên mới Jose del Solar khi ông thay Franco Navarro ở chiếc ghế huấn luyện viên trưởng.

## Thống kê

### Câu lạc bộ
| Câu lạc bộ          | Mùa giải            | VĐQG                | VĐQG    | VĐQG   | Cúp quốc gia | Cúp quốc gia | Cúp châu lục | Cúp châu lục | Khác    | Khác   | Tổng cộng | Tổng cộng | Tham khảo    |
| Câu lạc bộ          | Mùa giải            | Hạng đấu            | Số trận | Số bàn | Số trận      | Số bàn       | Số trận      | Số bàn       | Số trận | Số bàn | Số trận   | Số bàn    | Tham khảo    |
| ------------------- | ------------------- | ------------------- | ------- | ------ | ------------ | ------------ | ------------ | ------------ | ------- | ------ | --------- | --------- | ------------ |
| Deportivo Pesquero  | 1996                | Primera División    | 16      | 3      | —            | —            | —            | —            | —       | —      | 16        | 3         | [ 2 ]        |
| Deportivo Pesquero  | 1997                | Primera División    | 25      | 8      | —            | —            | —            | —            | —       | —      | 25        | 8         | [ 2 ]        |
| Deportivo Pesquero  | Tổng cộng           | Tổng cộng           | 41      | 11     | —            | —            | —            | —            | —       | —      | 41        | 11        | —            |
| Alianza Lima        | 1998                | Primera División    | 22      | 7      | —            | —            | 7            | 0            | —       | —      | 29        | 7         | [ 2 ] [ 3 ]  |
| Alianza Lima        | 1999                | Primera División    | 22      | 18     | —            | —            | —            | —            | —       | —      | 22        | 18        | [ 2 ]        |
| Alianza Lima        | Tổng cộng           | Tổng cộng           | 44      | 25     | —            | —            | 7            | 0            | —       | —      | 51        | 25        | —            |
| Werder Bremen       | 1999–2000           | Bundesliga          | 25      | 10     | 5            | 2            | 9            | 3            | —       | —      | 39        | 15        | [ 4 ]        |
| Werder Bremen       | 2000–01             | Bundesliga          | 31      | 19     | 1            | 0            | 5            | 4            | —       | —      | 37        | 23        | [ 5 ]        |
| Werder Bremen       | Tổng cộng           | Tổng cộng           | 56      | 29     | 6            | 2            | 14           | 7            | —       | —      | 76        | 38        | —            |
| Bayern Munich       | 2001–02             | Bundesliga          | 30      | 15     | 4            | 0            | 14           | 4            | 2       | 0      | 50        | 19        | [ 3 ] [ 6 ]  |
| Bayern Munich       | 2002–03             | Bundesliga          | 31      | 15     | 6            | 2            | 7            | 2            | 1       | 0      | 45        | 19        | [ 3 ] [ 7 ]  |
| Bayern Munich       | 2003–04             | Bundesliga          | 31      | 11     | 4            | 1            | 7            | 0            | 1       | 0      | 43        | 12        | [ 3 ] [ 8 ]  |
| Bayern Munich       | 2004–05             | Bundesliga          | 23      | 11     | 5            | 6            | 7            | 4            | 0       | 0      | 35        | 21        | [ 9 ]        |
| Bayern Munich       | 2005–06             | Bundesliga          | 26      | 11     | 5            | 5            | 6            | 1            | 1       | 0      | 38        | 17        | [ 3 ] [ 10 ] |
| Bayern Munich       | 2006–07             | Bundesliga          | 33      | 8      | 2            | 0            | 10           | 4            | 0       | 0      | 45        | 12        | [ 11 ]       |
| Bayern Munich       | Tổng cộng           | Tổng cộng           | 174     | 71     | 26           | 14           | 51           | 15           | 5       | 0      | 256       | 100       | —            |
| Chelsea             | 2007–08             | Premier League      | 21      | 2      | 4            | 0            | 2            | 0            | 5       | 0      | 32        | 2         | [ 3 ]        |
| Werder Bremen       | 2008–09             | Bundesliga          | 26      | 17     | 5            | 4            | 15           | 7            | —       | —      | 46        | 28        | [ 12 ]       |
| Werder Bremen       | 2009–10             | Bundesliga          | 26      | 16     | 4            | 1            | 10           | 12           | —       | —      | 40        | 29        | [ 13 ]       |
| Werder Bremen       | 2010–11             | Bundesliga          | 22      | 9      | 2            | 2            | 5            | 3            | —       | —      | 29        | 14        | [ 14 ]       |
| Werder Bremen       | 2011–12             | Bundesliga          | 29      | 18     | 0            | 0            | —            | —            | —       | —      | 29        | 18        | [ 15 ]       |
| Werder Bremen       | Tổng cộng           | Tổng cộng           | 103     | 60     | 11           | 7            | 30           | 22           | —       | —      | 144       | 89        | —            |
| Bayern Munich       | 2012–13             | Bundesliga          | 20      | 6      | 2            | 3            | 6            | 4            | —       | —      | 28        | 13        | [ 16 ]       |
| Bayern Munich       | 2013–14             | Bundesliga          | 17      | 10     | 2            | 1            | 6            | 0            | 2       | 0      | 27        | 11        | [ 3 ] [ 17 ] |
| Bayern Munich       | 2014–15             | Bundesliga          | 13      | 0      | 2            | 1            | 2            | 0            | —       | —      | 17        | 1         | [ 18 ]       |
| Bayern Munich       | Tổng cộng           | Tổng cộng           | 50      | 16     | 6            | 5            | 14           | 4            | 2       | 0      | 72        | 25        | —            |
| Werder Bremen       | 2015–16             | Bundesliga          | 28      | 14     | 4            | 2            | —            | —            | —       | —      | 32        | 16        | [ 19 ]       |
| Werder Bremen       | 2016–17             | Bundesliga          | 19      | 1      | 0            | 0            | —            | —            | —       | —      | 19        | 1         | [ 20 ]       |
| Werder Bremen       | Tổng cộng           | Tổng cộng           | 47      | 15     | 4            | 2            | —            | —            | —       | —      | 51        | 17        | —            |
| 1. FC Köln          | 2017–18             | Bundesliga          | 16      | 1      | 0            | 0            | —            | —            | —       | —      | 16        | 1         | [ 21 ]       |
| Werder Bremen       | 2018–19             | Bundesliga          | 26      | 5      | 4            | 2            | —            | —            | —       | —      | 30        | 7         | [ 22 ]       |
| Werder Bremen       | 2019–20             | Bundesliga          | 18      | 0      | 1            | 2            | —            | —            | 0       | 0      | 19        | 2         | [ 23 ]       |
| Werder Bremen       | Tổng cộng           | Tổng cộng           | 44      | 5      | 5            | 4            | —            | —            | 0       | 0      | 49        | 9         | —            |
| Tổng Werder Bremen  | Tổng Werder Bremen  | Tổng Werder Bremen  | 250     | 109    | 26           | 15           | 44           | 28           | 0       | 0      | 320       | 152       | —            |
| Tổng Bayern Munich  | Tổng Bayern Munich  | Tổng Bayern Munich  | 224     | 87     | 32           | 19           | 64           | 19           | 7       | 0      | 327       | 125       | —            |
| Tổng cộng sự nghiệp | Tổng cộng sự nghiệp | Tổng cộng sự nghiệp | 596     | 236    | 62           | 34           | 117          | 47           | 12      | 0      | 787       | 317       | —            |

1. ↑  Ra sân ở Cúp bóng đá Đức và Cúp FA.
2. ↑  Ra sân ở Copa Libertadores.
3. 1 2  Ra sân ở UEFA Cup.
4. 1 2 3 4 5 6 7 8 9 10 11  Ra sân ở UEFA Champions League.
5. ↑  Ra sân ở Cúp bóng đá liên lục địa và Siêu Cúp châu Âu.
6. 1 2 3  Ra sân ở Cúp Liên đoàn bóng đá Đức.
7. ↑  Ra sân ở Cúp Liên đoàn bóng đá Anh và Siêu cúp Anh.
8. ↑  Ra sân ở UEFA Champions League và UEFA Cup.
9. ↑  Appearances in the UEFA Europa League.
10. ↑  Ra sân ở Siêu cúp bóng đá Đức và Giải vô địch thế giới các câu lạc bộ.

### Đội tuyển quốc gia
| Đội tuyển bóng đá quốc gia Peru | Đội tuyển bóng đá quốc gia Peru | Đội tuyển bóng đá quốc gia Peru |
| Năm                             | Số lần ra sân                   | Số bàn thắng                    |
| ------------------------------- | ------------------------------- | ------------------------------- |
| 1999                            | 11                              | 3                               |
| 2000                            | 8                               | 0                               |
| 2001                            | 6                               | 2                               |
| 2002                            | 0                               | 0                               |
| 2003                            | 8                               | 3                               |
| 2004                            | 6                               | 2                               |
| 2005                            | 4                               | 0                               |
| 2006                            | 2                               | 1                               |
| 2007                            | 10                              | 2                               |
| 2008                            | 0                               | 0                               |
| 2009                            | 0                               | 0                               |
| 2010                            | 0                               | 0                               |
| 2011                            | 6                               | 2                               |
| 2012                            | 5                               | 1                               |
| 2013                            | 4                               | 3                               |
| 2015                            | 13                              | 1                               |
| 2016                            | 2                               | 0                               |
| Tổng cộng                       | 85                              | 20                              |

### Bàn thắng quốc tế
| Pizarro – bàn thắng cho đội tuyển Peru | Pizarro – bàn thắng cho đội tuyển Peru | Pizarro – bàn thắng cho đội tuyển Peru                          | Pizarro – bàn thắng cho đội tuyển Peru | Pizarro – bàn thắng cho đội tuyển Peru | Pizarro – bàn thắng cho đội tuyển Peru | Pizarro – bàn thắng cho đội tuyển Peru |
| #                                      | Ngày                                   | Địa điểm                                                        | Đối thủ                                | Bàn thắng                              | Kết quả                                | Giải đấu                               |
| -------------------------------------- | -------------------------------------- | --------------------------------------------------------------- | -------------------------------------- | -------------------------------------- | -------------------------------------- | -------------------------------------- |
| 1.                                     | 17 tháng 2 năm 1999                    | Sân vận động Monumental Isidro Romero Carbo, Guayaquil, Ecuador | Ecuador                                | 1–0                                    | 2–1                                    | Giao hữu                               |
| 2.                                     | 17 tháng 6 năm 1999                    | Sân vận động Palogrande, Manizales, Colombia                    | Colombia                               | 2–2                                    | 3–3                                    | Giao hữu                               |
| 3.                                     | 23 tháng 6 năm 1999                    | Sân vận động Alejandro Villanueva, Lima, Peru                   | Venezuela                              | 2–0                                    | 3–0                                    | Giao hữu                               |
| 4.                                     | 27 tháng 3 năm 2001                    | Sân vận động Quốc gia, Lima, Peru                               | Chile                                  | 3–1                                    | 3–1                                    | Vòng loại World Cup 2002               |
| 5.                                     | 2 tháng 6 năm 2001                     | Sân vận động Monumental "U", Lima, Peru                         | Ecuador                                | 1–0                                    | 1–2                                    | Vòng loại World Cup 2002               |
| 6.                                     | 2 tháng 4 năm 2003                     | Sân vận động Alejandro Villanueva, Lima, Peru                   | Chile                                  | 1–0                                    | 3–0                                    | Giao hữu                               |
| 7.                                     | 2 tháng 4 năm 2003                     | Sân vận động Alejandro Villanueva, Lima, Peru                   | Chile                                  | 3–0                                    | 3–0                                    | Giao hữu                               |
| 8.                                     | 20 tháng 8 năm 2003                    | Sân vận động Giants, East Rutherford, Hoa Kỳ                    | México                                 | 1–0                                    | 3–1                                    | Giao hữu                               |
| 9.                                     | 1 tháng 6 năm 2004                     | Sân vận động Centenario, Montevideo, Uruguay                    | Uruguay                                | 2–0                                    | 3–1                                    | Vòng loại World Cup 2006               |
| 10.                                    | 6 tháng 7 năm 2004                     | Sân vận động Quốc gia, Lima, Peru                               | Bolivia                                | 1–2                                    | 2–2                                    | Copa América 2004                      |
| 11.                                    | 7 tháng 10 năm 2006                    | Sân vận động Sausalito Viña del Mar, Chile                      | Chile                                  | 2–2                                    | 2–3                                    | Giao hữu                               |
| 12.                                    | 3 tháng 7 năm 2007                     | Sân vận động Metropolitano de Mérida, Mérida, Venezuela         | Bolivia                                | 1–1                                    | 2–2                                    | Copa América 2007                      |
| 13.                                    | 3 tháng 7 năm 2007                     | Sân vận động Metropolitano de Mérida, Mérida, Venezuela         | Bolivia                                | 2–2                                    | 2–2                                    | Copa América 2007                      |
| 14.                                    | 3 tháng 9 năm 2011                     | Sân vận động Quốc gia, Lima, Peru                               | Bolivia                                | 2–2                                    | 2–2                                    | Giao hữu                               |
| 15.                                    | 11 tháng 10 năm 2011                   | Sân vận động Monumental David Arellano, Santiago, Chile         | Chile                                  | 1–3                                    | 2–4                                    | Vòng loại World Cup 2014               |
| 16.                                    | 29 tháng 2 năm 2012                    | Sân vận động El Menzah, Tunis, Tunisia                          | Tunisia                                | 1–1                                    | 1–1                                    | Giao hữu                               |
| 17.                                    | 6 tháng 2 năm 2013                     | Sân vận động Hasely Crawford, Port of Spain, Trinidad và Tobago | Trinidad và Tobago                     | 1–0                                    | 2–0                                    | Giao hữu                               |
| 18.                                    | 8 tháng 6 năm 2013                     | Sân vận động Quốc gia, Lima, Peru                               | Ecuador                                | 1–0                                    | 1–0                                    | Vòng loại World Cup 2014               |
| 19.                                    | 11 tháng 10 năm 2013                   | Sân vận động Monumental, Buenos Aires, Argentina                | Argentina                              | 1–0                                    | 1–3                                    | Vòng loại World Cup 2014               |
| 20.                                    | 18 tháng 6 năm 2015                    | Sân vận động Elías Figueroa, Valparaíso, Chile                  | Venezuela                              | 1–0                                    | 1–0                                    | Copa América 2015                      |

## Danh hiệu

### Câu lạc bộ

#### Alianza Lima
- Torneo Clausura: 1999

#### Bayern Munich
- Bundesliga: 2002–03, 2004–05, 2005–06, 2012–13, 2013–14, 2014–15
- DFB-Pokal: 2002–03, 2004–05, 2005–06, 2012–13, 2013–14
- DFL-Supercup: 2012
- UEFA Champions League: 2012–13
- UEFA Super Cup: 2013
- Intercontinental Cup: 2001
- FIFA Club World Cup: 2013

#### Werder Bremen
- DFB Pokal: 2008–09

### Cá nhân
- Vua phá lưới DFB-Pokal: 2004–05
- Cầu thủ vùng Iberoamerican xuất sắc nhất tại châu Âu: 2005[24]
- UEFA Europa League top scorer: 2009–10

### Kỷ lục
- Thứ 6, các chân sút vĩ đại nhất mọi thời Bundesliga (197 bàn)[25]
- Thứ 2, các chân sút nước ngoài tốt nhất [25]
- Cầu thủ già nhất ghi bàn ở Bundesliga (40 tuổi và 227 ngày)[26]
- Cầu thủ già nhất lập hat-trick tại Bundesliga (37 tuổi và 151 ngày)[25]
- Chân sút vĩ đại nhất lịch sử Werder Bremen (153 bàn tại tất cả giải, 109 tại Bundesliga)[25]

## Đời sống cá nhân
Em trai của anh, Diego, là một cầu thủ trẻ của Bayern Munich. Anh cùng vợ Karla có hai con trai và một con gái.